# Arlit (departament)
Arlit – departament w północnym Nigrze, w regionie Agadez. Zajmuje powierzchnię 216 744 km². Jest drugim co do wielkości departamentem w kraju. Siedzibą administracyjną jest miasto Arlit.

## Położenie
Departament graniczy z:
- Algierią na północy,
- departamentem Bilma na wschodzie,
- departamentem Tchirozérine na południu.

## Podział administracyjny
Departament tworzy 5 gmin (communes):
| Gmina     | Liczba mieszk. |
| --------- | -------------- |
| Arlit     | 112 432        |
| Dannet    | 10 212         |
| Gougaram  | 6549           |
| Iférouane | 13 243         |
| Timia     | 13 588         |

## Demografia
Od 2001 roku następowały następujące zmiany liczby ludności departamentu Arlit:
| Rok             | 2001   | 2010    | 2011    |
| Liczba ludności | 98 170 | 148 737 | 156 024 |

W 2011 roku mieszkańcy departamentu stanowili 30,52% ogólnej liczby mieszkańców regionu i niecały 1% populacji kraju. W strukturze płci mężczyźni stanowili 50,8% (79 274), kobiety 49,2% (76 750).